# Bockholt (Ahlerstedt)
Bockholt ist ein Wohnplatz in der Gemarkung Kakerbecks in der Gemeinde Ahlerstedt im Landkreis Stade.
Vor Ort befinden sich ein Ferienhof sowie ein Klärwerk der Samtgemeinde Harsefeld. Bockholt ist stark landwirtschaftlich strukturiert. 

## Geographie und Verkehrsanbindung
Bockholt liegt nordwestlich des Kernorts Ahlerstedt und südlich von Kakerbeck. Die K 74, die von Ahlerstedt nach Kakerbeck führt, verläuft durch den Ort. Eine kleinere Straße führt auch nach Oersdorf. Über den Brakengraben ist Bockholt mit der Aue verbunden. Bockholt besteht aus drei Hofstellen. 

## Geschichte
Bockholt wurde im 19. Jahrhundert als Ausbau von Kakerbeck mit zwei Siedlerstellen gegründet. 

### Einwohnerentwicklung
| Jahr | Einwohner          |
| ---- | ------------------ |
| 1905 | 18 Leute, 4 Häuser |

### Religion
Bockholt ist evangelisch-lutherisch geprägt und gehört zum Kirchspiel der Kirche St. Primus in Bargstedt.

## Kultur und Sehenswürdigkeiten

### Baudenkmale
In der Liste der Baudenkmale in Ahlerstedt sind für Bockholt zwei Baudenkmale eingetragen:
- Bockholt 4: Wohnhaus, ehemaliger Altenteiler
- Bockholt 5: Nebengebäude

## Wirtschaft und Infrastruktur

### Feuerwehr
Die Freiwillige Feuerwehr Kakerbeck ist für Bockholt zuständig.

### Klärwerk
Das Klärwerk in Bockholt wurde 1992/93 erbaut und war ursprünglich für 3000 Leute ausgerichtet. 2006 wurde das Klärwerk für eine Einwohnerzahl von 6000 umgebaut. Es ist für die Orte Ahlerstedt, Ahrenswohlde, Ottendorf und Kakerbeck zuständig.

### Bildung
Die Bockholter Kinder besuchen die Grundschule in Ahlerstedt, obwohl Bockholt zu Kakerbeck gehört und die Kakerbecker Kinder in Bargstedt eingeschult werden. 
Weiterführende Schulen befinden sich in Ahlerstedt, Harsefeld, Buxtehude und Stade. 